# Karel Krejčí
Karel Krejčí (* 20. Dezember 1968 in Karviná) ist ein ehemaliger tschechischer Fußballspieler und derzeitiger -trainer.

## Spielerkarriere
Krejčí begann mit dem Fußballspielen in Sušice. Mit 17 Jahren wechselte der Defensivspieler zu Škoda Pilsen. Nach einer Saison ging Krejčí zu VTJ Tábor, um dort seinen Wehrdienst abzuleisten. In Tábor trainierte er aber nur. Eingesetzt wurde bei VTJ Jindřichův Hradec, das als eine Art B-Mannschaft von VTJ Tábor fungierte. Das zweite Jahr seines Armeedienstes verbrachte Krejčí bei VTJ Písek.
Anschließend kehrte der Abwehrspieler nach Pilsen zurück. Zunächst spielte er dort kaum, erst in den Jahren 1991/92 und 1992/93 kam er häufiger zum Einsatz. Mitte 1993 scheiterten Vertragsverhandlungen, Krejčí wechselte zum FC Svit Zlín, der gerade in die 1. Liga aufgestiegen war. Im Sommer 1995 wurde Krejčí vom damaligen Zweitligisten FC Příbram verpflichtet, der später mit Dukla Prag fusionierte. In der Saison 1996/97 stieg Dukla in die 1. Liga auf.
Krejčí wechselte Mitte 1998 erneut aus der ersten in die zweite Liga und schloss sich dem SK České Budějovice an. Mit zwei Toren in zehn Spielen trug er zum Aufstieg der Mannschaft bei. Allerdings zog sich Krejčí einen Kreuzbandriss zu und fiel ein Dreivierteljahr aus. In seiner letzten Profisaison 1999/2000 bestritt er nur noch ein Erstligaspiel.

## Trainerkarriere
Noch als Spieler beim FC Příbram betreute Krejčí die dortige F-Jugend. Beim SK České Budějovice war er Assistent bei der B-Mannschaft. Von 2000 bis 2007 arbeitete Krejčí erneut in Příbram. Er war dort Jugendtrainer, Coach des B-Teams, Assistent beim A-Team und Koordinator der Juniorenabteilung. Zur Saison 2007/08 wurde er Trainer der A-Junioren des FC Viktoria Pilsen, im April 2008 übernahm er nach der Entlassung von Stanislav Levý die Profimannschaft bis zum Saisonende. Anschließend arbeitete er wieder als Assistent unter Pavel Vrba. Bis zur Saison 2012/13 konnte er zweimal als Co-Trainer von Viktoria die Meisterschaft gewinnen.
Anfang 2014 wurde Krejčí Assistent von Vrba bei der tschechischen Nationalmannschaft. Nach der Europameisterschaft 2016 verließen beide den Verband wieder. Parallel hatte er im August 2015 Miroslav Koubek als Cheftrainer von Viktoria Pilsen abgelöst. Er gewann mit dem Klub die Meisterschaft 2016. Anschließend verließ er Pilsen. Seit Anfang 2017 ist er Trainer der tschechischen U-20-Nationalmannschaft.